# 三角齿锦香草
三角齿锦香草（学名：Phyllagathis deltoidea）为野牡丹科锦香草属下的一种灌木，高约1米。中國广西壯族自治區境內有該物種。模式标本采自广西明江。

## 扩展阅读
- 維基物種上的相關：三角齿锦香草